# Lista de prêmios e indicações recebidos por Marina Sena
A cantora e compositora musical brasileira Marina Sena acumulou diversas vitórias e nomeações a prêmios da música durante sua carreira.
Em 2015, quando se mudou para Montes Claros, Marina Sena começou a participar da banda A Outra Banda da Lua, projeto musical iniciado em 2015. Marina Sena foi vocalista e compositora de algumas músicas e após 5 anos na banda Marina Sena se despediu com o EP Catapoeira.  
Em 2019, juntamente com os músicos Baka e Marcelo Tofani, formou o grupo Rosa Neon, que se dissolveu em 2020, após a publicação do clipe de despedida "A Gente é Demais".  
Em 2021, lançou sua primeira música em carreira solo e lead-single para seu segundo álbum de estúdio, Me Toca. Em 19 de agosto de 2021 lançou seu primeiro álbum de estúdio, De Primeira, que além de Me Tocal, também possui como single Voltei Pra Mim e Por Supuesto.
Em 27 de abril de 2023, Marina Sena lançou o seu segundo álbum de estúdio, intitulado como Vício Inerente, trazendo os clipes dos singles Tudo Pra Amar Você, Olho no Gato, Que Tal e Dano Sarrada.  
Em 4 de setembro de 2024, participou do segundo álbum de estúdio de Pedro Sampaio, Astro, na faixa "Escada Do Prédio", que se tornou single em 25 de setembro do mesmo ano após a repercussão de seu verso nas plataformas de vídeo como TikTok, atingindo o número #2 das #50 músicas mais usadas na plataforma, o Instagram, o Kwai, e no YouTube, onde chegou no top #10 dos #100 principais vídeos de música da plataforma. Também foi sucesso nas plataformas de áudio, atingindo o top #6 das principais #50 músicas ouvidas no Spotify Brasil e top #5 em Portugal. Nos charts virais atingiu #3 no Brasil, #9 em Portugal, #28 no Global, #18 na Irlanda, #36 no Uruguay, e sucesso também em charts do país, estreando na posição #54 e chegando em #7 no top Billboard Hot 100 Brasil, em #7 da Brazil Songs e em #9 na Portugal Songs. A colaboração também foi eleita a terceira melhor música pop brasileira de 2024 pela plataforma de streaming Apple Music e é uma das principais faixas e a segunda mais ouvida do álbum do DJ.  
Em 4 de dezembro de 2024, Marina lançou "Numa Ilha", lead-single do seu terceiro álbum de estúdio, quando estrelou ao lado do ator Johnny Massaro em seu clipe.
Marina Sena recebeu indicações individuais e também compartilhadas com as bandas em diversas premiações. Após dar início a sua carreira solo, Marina Sena também rendeu diversos prêmios no Prêmio Multishow de Música Brasileira, no WME Awards e indicações no Grammy Latino, Gold Derby Music Awards e Prêmio Rap Brasil.

## Gold Derby Music Awards
| Ano  | Prêmio                  | Categoria        | Indicação      | Resultado | Ref.  |
| ---- | ----------------------- | ---------------- | -------------- | --------- | ----- |
| 2023 | Gold Derby Music Awards | Best Latin Album | Vício Inerente | Indicada  | [ 6 ] |

## Grammy Latino
| Ano  | Prêmio        | Categoria                                    | Indicação    | Resultado | Ref.  |
| ---- | ------------- | -------------------------------------------- | ------------ | --------- | ----- |
| 2022 | Grammy Latino | Melhor Álbum de Pop Contemporâneo Brasileiro | De Primeira  | Indicada  | [ 7 ] |
| 2022 | Grammy Latino | Melhor Canção Brasileira                     | Por Supuesto | Indicada  | [ 8 ] |

## Prêmio Multishow de Música Brasileira
| Ano  | Prêmio                                | Categoria        | Indicação          | Resultado | Ref.   |
| ---- | ------------------------------------- | ---------------- | ------------------ | --------- | ------ |
| 2021 | Prêmio Multishow de Música Brasileira | Experimente      | Marina Sena        | Venceu    | [ 9 ]  |
| 2021 | Prêmio Multishow de Música Brasileira | Revelação do Ano | Marina Sena        | Venceu    | [ 9 ]  |
| 2021 | Prêmio Multishow de Música Brasileira | Capa do Ano      | De Primeira        | Venceu    | [ 9 ]  |
| 2021 | Prêmio Multishow de Música Brasileira | Canção do Ano    | Me Toca            | Indicada  | [ 9 ]  |
| 2021 | Prêmio Multishow de Música Brasileira | Álbum do Ano     | De Primeira        | Indicada  | [ 9 ]  |
| 2023 | Prêmio Multishow de Música Brasileira | Voz do Ano       | Marina Sena        | Indicada  | [ 10 ] |
| 2023 | Prêmio Multishow de Música Brasileira | Capa do Ano      | Vício Inerente     | Indicada  | [ 11 ] |
| 2023 | Prêmio Multishow de Música Brasileira | Pop do Ano       | Tudo Pra Amar Você | Indicada  | [ 11 ] |

## WME Awards
| Ano  | Prêmio     | Categoria          | Indicação          | Resultado | Ref.   |
| ---- | ---------- | ------------------ | ------------------ | --------- | ------ |
| 2021 | WME Awards | Revelação          | Marina Sena        | Venceu    | [ 12 ] |
| 2021 | WME Awards | Música Alternativa | Me Toca            | Indicada  | [ 12 ] |
| 2022 | WME Awards | Álbum              | De Primeira        | Indicada  | [ 13 ] |
| 2022 | WME Awards | Cantora            | Marina Sena        | Indicada  | [ 13 ] |
| 2023 | WME Awards | Álbum              | Vício Inerente     | Venceu    | [ 14 ] |
| 2023 | WME Awards | Cantora            | Marina Sena        | Indicada  | [ 14 ] |
| 2023 | WME Awards | Show               | Vício Inerente     | Indicada  | [ 14 ] |
| 2023 | WME Awards | Videoclipe         | Tudo Pra Amar Você | Indicada  | [ 14 ] |

## Prêmio Rap Brasil
| Ano  | Prêmio            | Categoria          | Indicação                             | Resultado | Ref.   |
| ---- | ----------------- | ------------------ | ------------------------------------- | --------- | ------ |
| 2023 | Prêmio Rap Brasil | Melhor Colaboração | Se Eu Não Lembrar (BK' e Marina Sena) | Indicada  | [ 15 ] |
| 2023 | Prêmio Rap Brasil | Melhor Música      | Se Eu Não Lembrar (BK' e Marina Sena) | Indicada  | [ 15 ] |
| 2023 | Prêmio Rap Brasil | Melhor Videoclipe  | Se Eu Não Lembrar (BK' e Marina Sena) | Venceu    | [ 15 ] |

## TikTok Awards Brasil
| Ano  | Prêmio               | Categoria                | Indicação   | Resultado | Ref.  |
| ---- | -------------------- | ------------------------ | ----------- | --------- | ----- |
| 2021 | TikTok Awards Brasil | Eu Não Nasci, Eu Estreei | Marina Sena | Indicada  | [ 6 ] |

## Prêmio APCA
| Ano  | Prêmio      | Categoria         | Indicação   | Resultado | Ref.   |
| ---- | ----------- | ----------------- | ----------- | --------- | ------ |
| 2021 | Prêmio APCA | Artista Revelação | De Primeira | Venceu    | [ 16 ] |

## Prêmios MTV Miaw
| Ano  | Prêmio           | Categoria      | Indicação                       | Resultado | Ref.          |
| ---- | ---------------- | -------------- | ------------------------------- | --------- | ------------- |
| 2022 | Prêmios MTV Miaw | Feat. Nacional | Veja Baby (Lagum e Marina Sena) | Indicada  | [ 17 ] [ 18 ] |

## Prêmio Geração Glamour
| Ano  | Prêmio                 | Categoria      | Indicação   | Resultado | Ref.          |
| ---- | ---------------------- | -------------- | ----------- | --------- | ------------- |
| 2023 | Prêmio Geração Glamour | Cantora do Ano | Marina Sena | Venceu    | [ 19 ] [ 20 ] |

## Music Vídeo Festival Awards
| Ano  | Prêmio                      | Categoria                                            | Indicação | Resultado | Ref.   |
| ---- | --------------------------- | ---------------------------------------------------- | --------- | --------- | ------ |
| 2022 | Music Vídeo Festival Awards | Melhor Videoclipe Nacional para Marca ou Instituição | Foi Match | Venceu    | [ 21 ] |

## BreakTudo Awards
| Ano  | Prêmio           | Categoria                 | Indicação                       | Resultado | Ref. |
| ---- | ---------------- | ------------------------- | ------------------------------- | --------- | ---- |
| 2023 | BreakTudo Awards | Artista Feminina Nacional | Marina Sena                     | Indicada  |      |
| 2023 | BreakTudo Awards | Colaboração Nacional      | Que Tal (Marina Sena e Fleezus) | Indicada  |      |

## Acervo Music Awards
| Ano  | Prêmio              | Categoria   | Indicação    | Resultado | Ref.   |
| ---- | ------------------- | ----------- | ------------ | --------- | ------ |
| 2022 | Acervo Music Awards | Virou Trend | Por Supuesto | Venceu    | [ 22 ] |